# Raif Dizdarević
Raif Dizdarević (cyrillique: Раиф Диздаревич), né le 9 décembre 1926, est un homme politique yougoslave, originaire de Bosnie. Il participa à la Seconde Guerre mondiale dans l'armée résistante Partisans en Yougoslavie.
Après la guerre, il fut membre du parti de la Ligue des communistes de Yougoslavie et collabora avec Josip Broz Tito qui l'éleva à de hautes fonctions politiques par exemple, membre de l'UDBA qui était les services secrets du pays. Plus tard, en 1988, il fut également le onzième Président de la République fédérative socialiste de Yougoslavie.